# Подимоч
42°50′ пн. ш. 17°50′ сх. д. / 42.83° пн. ш. 17.83° сх. д.
Подимоч (хорв. Podimoć) — населений пункт у Хорватії, у Дубровницько-Неретванській жупанії у складі громади Дубровачко Примор'є.

## Населення
Населення за даними перепису 2011 року становило 52 осіб.
Динаміка чисельності населення поселення: